# Spy (série télévisée)
Pour l’article homonyme, voir Spy.
Spy (ou Spy, mon père ce héros sur Canal+ Family) est une série télévisée britannique en 18 épisodes de 22 minutes créée par Simeon Goulden et diffusée entre le 14 octobre 2011 et le 26 décembre 2012 sur Sky One. En mars 2013, Darren Boyd annonce sur twitter qu'il n'y aura pas de saison 3.
En France, elle est diffusée depuis le 25 décembre 2012 sur Canal+ Family. Néanmoins, elle reste inédite dans les autres pays francophones.

## Synopsis
En instance de divorce, Tim Eliott doit se battre pour reconquérir l'estime son fils, Marcus, un surdoué de 9 ans dont il espère désespérément obtenir la garde. Alors que sa vie est déjà compliquée, comme si cela ne suffisait pas, il est recruté, par accident, par les services secrets de Sa Majesté. Il lui faut dès lors jongler entre ses débuts d'agent secret et sa vie personnelle chaotique.

## Distribution
- Darren Boyd : Tim Elliot, héros de l'histoire
- Jude Wright : Marcus Elliot, fils de Tim (10 ans)
- Robert Lindsay : L'Examinateur, patron de Tim
- Dolly Wells : Judith Elliot, ex-Femme de Tim
- Tom Goodman-Hill (saison 1) puis Mark Heap : Philip Quil, nouveau mari de Judith et directeur de Marcus
- Mathew Baynton (VF : Jérémy Prévost) : Chris Pitt-Goddard, meilleur ami de Tim et secrètement avocat
- Rebekah Staton (en) (VF : Céline Ronté) : Caitlin Banks, collègue et meilleure amie de Tim
- Rosie Cavaliero (en) : Paula Abdul (saison 1)
- Ed Coleman (VF : Benjamin Gasquet) : Moritz Skenk
- Ellie Hopkins (VF : Adeline Chetail) : Justine
- Terence Maynard (VF : Jean-Paul Pitolin) : Marion Portis
- Miles Jupp (en) (VF : Laurent Morteau) : Owen (saison 2)
- Frank Kauer (VF : Geneviève Doang) : Nick Chin (saison 2)

## Épisodes

### Première saison (2011)
1. Nom de code : Tocard (Codename: Loser)
2. Nom de code : Clodo (Codename: Tramp)
3. Nom de code : Piratage (Codename: Grades)
4. Nom de code : Cercle de lecture (Codename: Bookclub)
5. Nom de code : Rhésus (Codename: Blood)
6. Nom de code : Marion (Codename: Portis)

### Deuxième saison (2012)
1. Campagne électorale (Codename: Growing Rogue)
2. Protection rapprochée (Codename: Riding High)
3. Vis ma vie (Codename: Lie Hard)
4. Tricher n'est pas jouer (Codename: Mistaken Identity)
5. Liens de famille (Codename: Family Bonds)
6. Enquête interne (Codename: Citizen Lame)
7. Les mégères (Codename: Ball Busted)
8. Doublures (Codename: Double Oh)
9. Pulp Friction (Codename: Pulp Friction)
10. Ultime souper (Codename: Last Scupper)
11. Que le spectacle commence (Codename: Show Stopper)

## Distinctions

### Nominations
- International Emmy Awards 2012 : meilleure comédie